# Аудио-визуелни центар Републике Српске
Аудио-визуелни центар Републике Српске је установа културе која има за циљ расписивање филмских конкурса, додјељује средства за развој филмских и драмских пројеката. Ова институција даје подршку домаћим ауторима и студентима да постигну своје прве филмске кораке.

## Улога и значај
Центар је основан априла 2022. године од стране Владе Републике Српске у Бањалуци ради развоја аудио-визуелне умјетности. Директор Центра је глумица Ања Илић . 

Центар са буџетом од око три милиона расписује годишње и полугодишње конкурсе за развој више дугометражних и краткометражних пројеката филмова, серија, те развоја сценарија и анимираног филма. Остварује блиску сарадњу са Академијом умјетности у Бањалуци и Филмским центром Србије.